# Ки (кана)
き в хирагане и キ в катакане — символы японской каны, используемые для записи ровно одной моры. В системе Поливанова записывается кириллицей: «ки», в международном фонетическом алфавите звучание записывается: /ki/. В современном японском языке находится на седьмом месте в слоговой азбуке, после か и перед く.

## Модификации
- При добавлении знака дакутэн символ ぎ обозначает слог «ги».
- При добавлении уменьшенных знаков для звуков «я», «ю» или «ё» (символы ゃ, ゅ и ょ), символы きゃ, きゅ, きょ обозначают слоги «кя», «кю» и «кё» соответственно.
- При добавлении и нигори, и знаков «я», «ю» или «ё» образуются слоги ぎゃ(«гя»), ぎゅ («гю»), ぎょ («гё»).

## Происхождение
き и キ появились в результате упрощённого написания кандзи 幾.

## Написание
|  |  |

## Коды символов вкодировках
- Юникод:
  - き: U+304D,
  - キ: U+30AD.